# Radioplane RP-77
O Radioplane RP-77 foi um veículo aéreo não tripulado (drone)[carece de fontes?] produzido em 1958 pela Radioplane, uma divisão da Northrop Corporation. Construído essencialmente em plástico, foi testado com sucesso pelo Exército dos Estados Unidos que, no final, tomou a decisão de não produzir a aeronave.

## Design e desenvolvimento
O desenvolvimento do RP-77 iniciou-se em 1955. Similar ao antecessor OQ-19, quatro protótipos do RP-77 foram construídos, dois na variante RP-77, alimentados por um motor a pistão McCulloch de quatro cilindros, e dois RP-77A, movidos por um motor a pistão Lycoming de seis cilindros. Os resultados dos testes que advieram destes protótipos foram insuficientes para provar a sua viabilidade, contudo em 1957 uma proposta de um RP-77D, alimentado por um motor turbopropulsor Boeing 502, resultou num contrato para a construção de 20 aeronaves.
O design do RP-77D usou extensivamente materiais de fibra de vidro. Este drone era lançado através de um sistema RATO, que consistia em quatro foguetes Loki. Estava equipado com um sistema de controlo via rádio, auxiliado por um radar, que fazia com que uma pessoa o pudesse controlar por controlo remoto a grandes distâncias, a partir do local de lançamento. Além deste equipamento, o drone podia ser equipado com um sistema de reconhecimento aéreo ou sensores meteorológicos. O RP-77D utilizava um sistema de acompanhamento RPTA, desenvolvido pela Radioplane, sendo controlado por frequências via rádio. Tanques de combustível na ponta das asas aumentavam o alcance da aeronave, e a sua recuperação no final do voo era feita com a ajuda de um paraquedas.

## História operacional
Após o seu voo inaugural em Março de 1958, a avaliação feita pelo Exército dos Estados Unidos estendeu-se ao longo de um ano, avaliando quase 40 voos de teste. Embora os resultados dos testes tenham sido satisfatórios, determinou-se que a performance da aeronave era insuficiente em comparação com outros tipos semelhantes já em serviço operacional. Sendo assim, sem necessidade de produção, o projecto foi cancelado, juntamente com o RP-86, uma variante para reconhecimento aéreo.
Após terminar o projecto, a Radioplane, num empreendimento privado, continuou a testar e a melhorar o RP-77D, aumentando a performance do drone. Apesar deste esforço, o exército continuou sem qualquer interesse na aeronave.

## Variantes

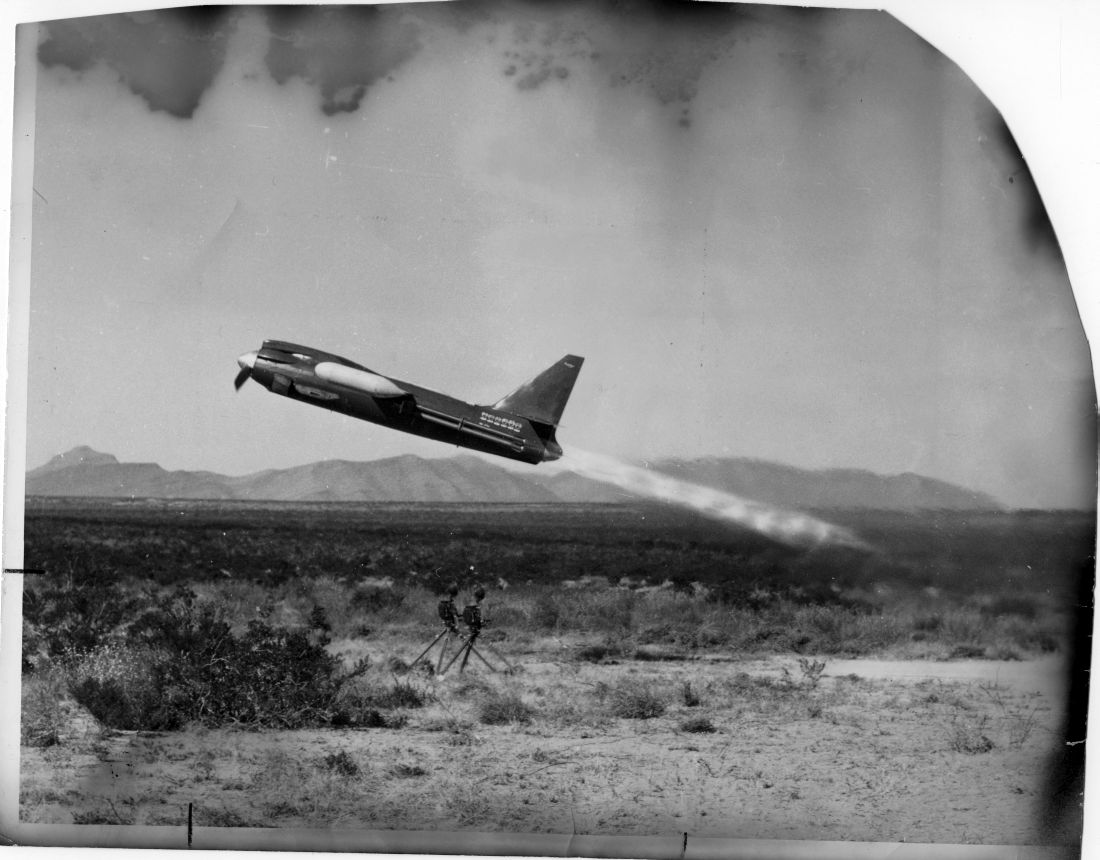
Um RP 77 momentos após o seu lançamento.

RP-77
Protótipo alimentado por um motor a pistão McCulloch; dois construídos.
RP-77A
Protótipo alimentado por um motor a pistão Lycoming; dois construídos
RP-77B
Versão proposta com um motor turbo-compressor McCulloch; nenhum construído.
RP-77C
Versão proposta com um motor turbo-compressor Lycoming, nenhum construído.
RP-77D
Protótipo alimentado por um motor turbo-propulsor Boeing 502; vinte construídos.
RP-86
Versão do RP-77D proposta para reconhecimento aéreo; nenhum construído.